# Orosz–török háború (1877–78)
Az orosz–török háború 1877–1878 között zajlott a Balkánon és a Kaukázusban. Orosz győzelemmel végződött. A háborút lezáró San Stefanó-i békeszerződést a törökországi San Stefanóban (mai neve Yeşilköy) írták alá, ez Bulgária és az Orosz Birodalom előrenyomulását hozta a Balkán-félszigeten. Az orosz–bolgár behatolást az európai nagyhatalmak az 1878-as berlini kongresszus határozataival korlátozták.

## Előzményei
Az Orosz Birodalom külpolitikájának a 19. század második felében egyértelműen az egyik fő célkitűzése volt, hogy a gyengülő Oszmán Birodalom kárára dél és délnyugati irányban terjeszkedjen, növelve befolyását többek közt a Balkánon. A töröktől való függetlenség kivívása és a kárukra való terjeszkedés jelentős politikai erők célja volt Romániában, Görögországban, Szerbiában, Montenegróban, illetve a megszállt Bulgáriában, és az oroszok ezeket az erőket támogatták, építve az erősödő pánszláv eszmékre is.
Bosznia-Hercegovinában és Bulgáriában 1876-ban törökellenes felkelések robbantak ki, miközben Isztambulban is állandó volt a politikai és pénzügyi bizonytalanság. A török adószedők kétszer is megpróbálták az éhező bosnyákoktól behajtani az adókat (miközben más tisztviselők óriási összegeket sikkasztottak el), ez pedig a lázadást eredményezte. Május 29-én a lázongó szofták (Korán-tanulók) lemondásra kényszerítették Abdul-Aziz szultánt (akit néhány nap múlva meg is öltek), és V. Murádot segítették a trónra, őt azonban  hamarosan szintén letették, gyengeelméjűségére hivatkozva. Utódja, II. Abdul-Hamid szultán katonai sikereket ért el a szerbek ellen és reformokat hirdetett, Oroszország azonban már elszánta magát a háborúra. 1876. június 26-án Bécsben találkozott Ferenc József és II. Sándor orosz cár. A tárgyalások fő témája a balkáni helyzet volt.
II. Sándor cár 1877. november 13-án általános mozgósítást rendelt el.

## Lefolyása

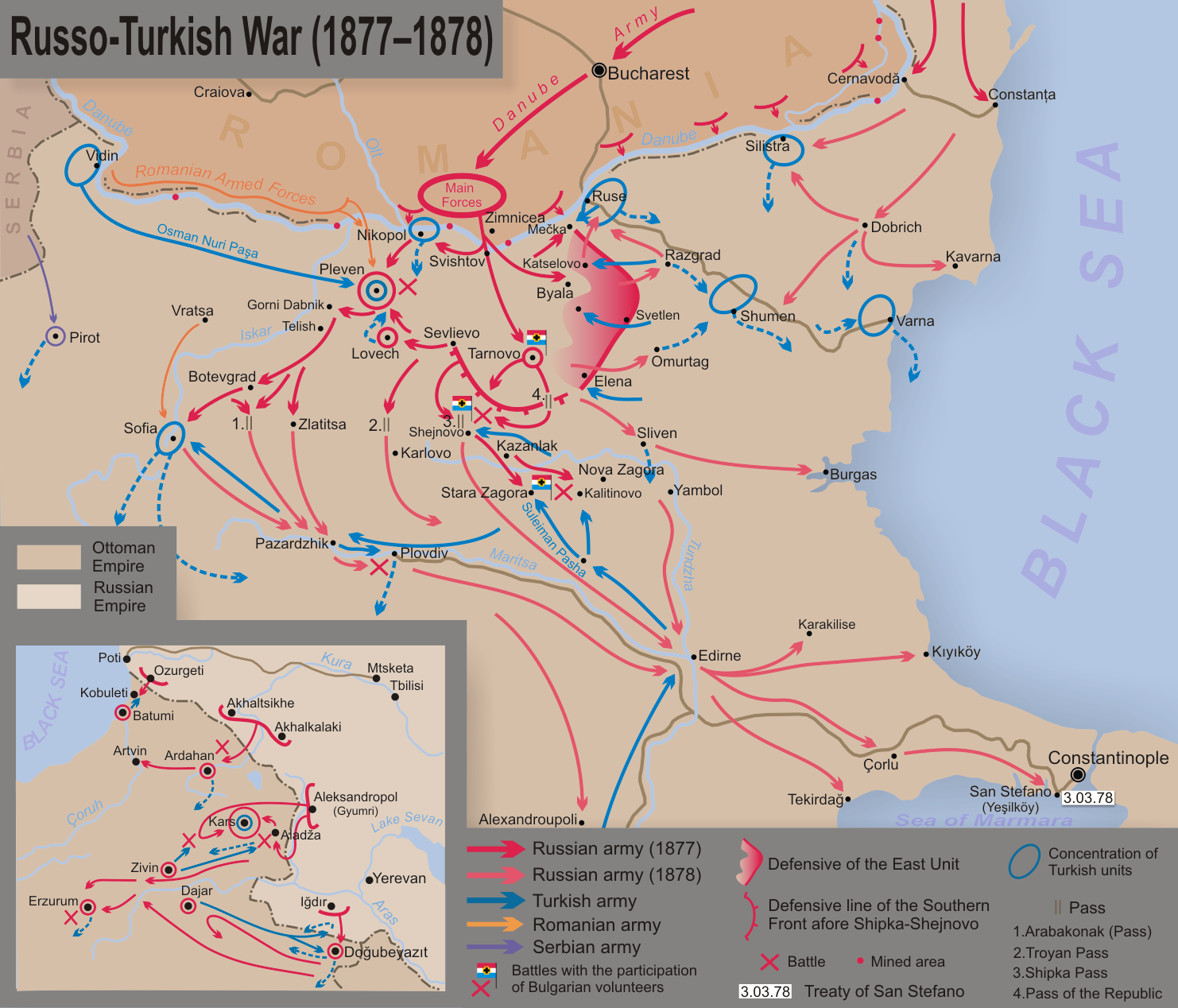
A háború főbb eseményei térképen

II. Sándor orosz cár 1877. januárjában Budapesten egyezményt írt alá, melyben a Monarchia semlegességének fejében megígérte, hogy az elkövetkezendő orosz–török háborúban nem terjeszti ki a hadműveleteit a Balkán nyugati felére, valamint, hogy a területi változások alapján a reichstadti szerződést ismerik el. 1877 áprilisában a cár hadat üzent az Oszmán Birodalomnak.
A 257 000 fős orosz dunai sereg Szisztovónál átkelt a Dunán. A nyár közepén Gurko tábornok (1828–1901) csapatai megszállták a Sipka-szorost, de a beérkező török erősítések megakadályozták a további előrenyomulásban. Az orosz csapatok védelembe kényszerültek. A hadműveleteknek az ostromlott Plevna november 28-i eleste adott új lendületet. Az orosz erők átkeltek a Balkán-hegységen és Konstantinápoly felé törtek. A török hadsereg már nem volt képes a főváros elestét megakadályozni.
Sikert hoztak az oroszoknak a kaukázusi front eseményei is. Az orosz hadsereg eddigre már majdnem 800 ezer katonát állomásoztatott a két fronton, míg a szövetséges bolgár, szerb, román és montenegrói csapatokkal együtt összesen egymillió katona harcolt a törökök ellen. Isztambul orosz bevételét csak a brit hadiflotta megjelenése gátolta meg, amelyet gyorsan a Boszporusz és a Dardanellák közelébe rendeltek. Ennek tudatában január 7-én a török kormány békét kért, s a január 19-én megkötött fegyverszünet után megkezdődtek a béketárgyalások. A békeszerződés aláírására a (Gergely-naptár szerint) 1878. március 3-án (Julián naptár szerint február 19-én) került sor, az Isztambul melletti San Stefanóban (mai nevén Yeşilköy).

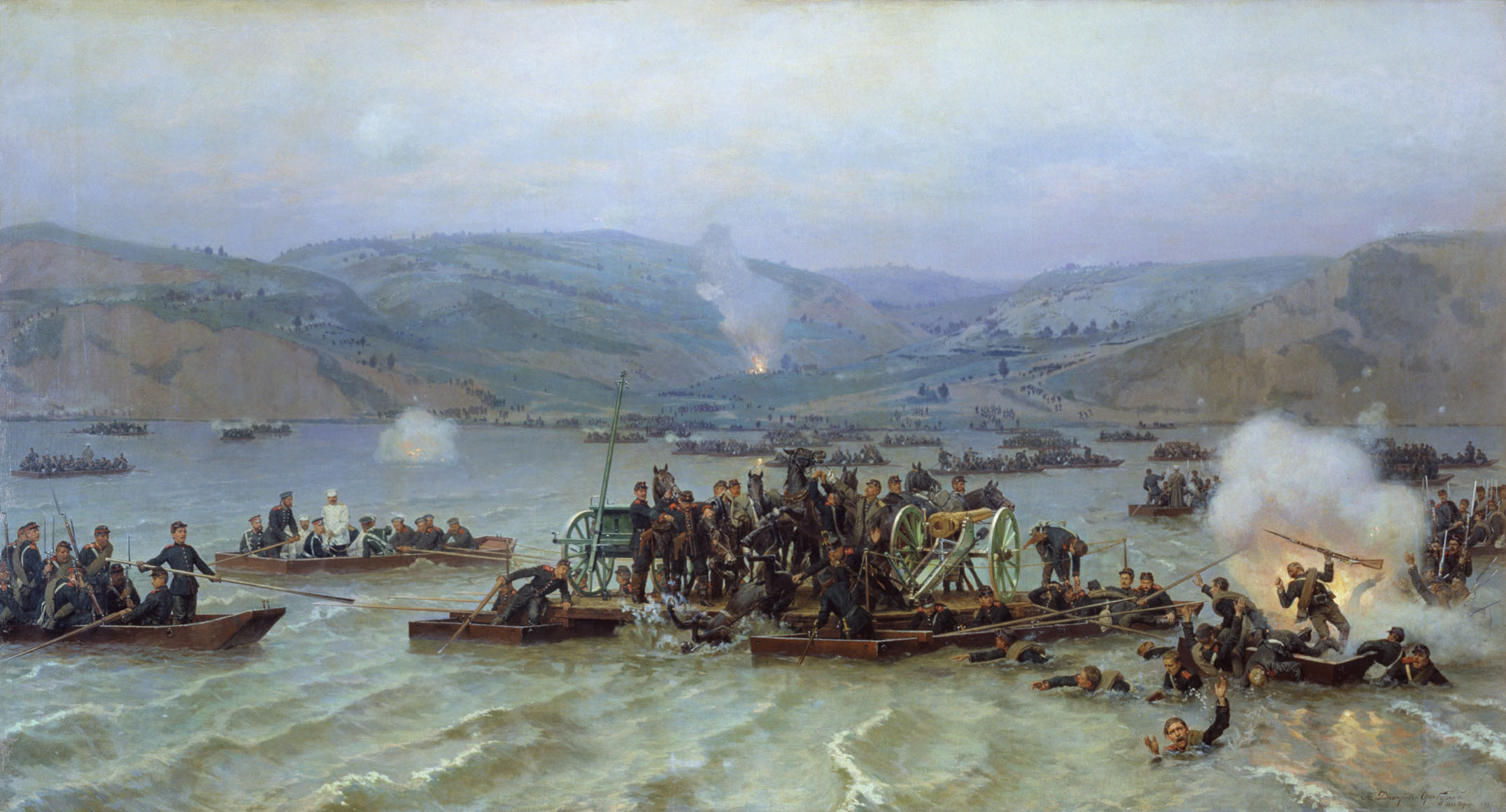
Oroszok átkelése a Dunán (Nyikolaj Dmitrijev-Orenburgszkij, 1883)

## Következményei
A háborút a San Stefanó-i béke zárta le. Szulejmán pasát, a hadjáratok egyik fő vezérét az elvesztett háború után a török hatóságok száműzetésbe küldték. 
A San Stefanó-i békeszerződés azonban Oroszország balkáni érdekszférájának olyan mértékű kiterjesztését hozta, amely már sértette a többi európai nagyhatalom érdekeit, ezért az 1878 júniusában megtartott berlini kongresszuson a Brit Birodalom, a Német Császárság és az Osztrák–Magyar Monarchia – a balkáni népek védelmének hivatalos ürügyével – a berlini szerződésben jelentős területi-stratégiai engedményekre kényszerítették a háborúban győztes Oroszországot.